# Идеальное создание
«Идеальное создание» (англ. Perfect Creature) — вампирский фильм режиссёра Гленна Стэндринга, снятый в 2006 году. Стиль картины близок к стимпанку.

## Сюжет
Несколько столетий назад алхимики в своих поисках подошли к тайне человеческого существования, однако побочным эффектом этого было создание страшных болезней. Но был и позитивный результат, была создана раса существ, которые смогли оказывать человечеству помощь в борьбе с мором, но для существования им требовалась людская кровь. Их назвали носферату. Свою деятельность они осуществляют в рамках особого братства, подчиняющегося церкви.
Неожиданно один из неумирающих Эдгар вдруг начинает охотиться на людей. Сообщество носферату пытается скрыть этот факт, но мятежника необходимо поймать. В итоге член внутреннего круга братства Сайлас помогает властям поймать Эдгара, который является его единоутробным братом. Однако при задержании тот ухитряется тяжело ранить капитана полиции Лилли. Оказывается, что изменения, произошедшие с поведением носферату связаны с мутацией, произошедшей во время генетических исследований с использованием вирусов. Теперь Эдгар одержим идеей заразить посредством перорального введения своей крови как можно больше как представителей своей расы, так и людей. И одна из его целей — Сайлас…

## В ролях
| Актёр           | Роль                   |
| --------------- | ---------------------- |
| Дугрей Скотт    | Сайлас                 |
| Саффрон Берроуз | Лилли                  |
| Лео Грегори     | Эдгар                  |
| Скотт Уиллс     | детектив Джонс         |
| Стюарт Уилсон   | Август                 |
| Крэйг Холл      | Доминик                |
| Робби Магасива  | Френк                  |
| Лоурен Джексон  | детектив Стефани Келли |
| Питер Маккоули  | профессор Липски       |
| Глен Дрэйк      | оператор               |
| Стефан Уре      | Фредди Сайкс           |
| Джон Самнер     | Ховард Андерсон        |
| Рэйчел Хаус     | женщина в суде         |